# 约翰·肯尼迪站 (雷恩地铁)
约翰·肯尼迪站是法国西部城市雷恩的一个地铁车站，位于雷恩地铁A线上，也是该线路的北端起点。

## 位置
约翰·肯尼迪站位于雷恩市区的西北部，铁路股道为东西走向，站台面靠近北侧。

## 设施
此外，约翰·肯尼迪站站内设有自动售票机及无障碍设施。

## 站台设置
| 北↑ |      |                  |
|     | 侧式 |                  |
|     |      | 拉波特里方向→    |
|     |      | （非商业运营线） |
| 南↓ |      |                  |

- 注：南侧预留有侧式站台的空间。

## 配套公共交通
约翰·肯尼迪站附近暂无市内公共交通线路。当地铁线路发生故障或施工时，雷恩交通局可能提供临时摆渡车。

### 社会车辆
约翰·肯尼迪站附近设有社会车辆停车场。

## 临近车站
| 约翰·肯尼迪站（J.F.Kennedy）   |             |                      |
| 上行车站                       | 线路        | 下行车站             |
| （起点）                       | 雷恩地铁A线 | 维勒让-大学站 → 510m |
| - 本表仅显示运营中的线路及车站 |             |                      |